# آلکسیسباد
آلکسیسباد (به آلمانی: Alexisbad) یک روستا در آلمان است که در هارتسگروده واقع شده‌است. آلکسیسباد ۴۲ نفر جمعیت دارد.